# Bosonogi avguštinci

Red bosonogih avguštincev (lat. Ordo Augustiniensium Discalceatorum), kratica (OAD); krajše le bosonogi avguštinci, je avguštinski verski red, ki je bil ustanovljen leta 1610 na pobudo Thomasa de Andrade. 

## Bosonogi avguštinci v Sloveniji
Današnji Frančiškanski samostan Ljubljana - Center je bil do leta 1784 last bosonogih avguštincev, dokler jih ni izselil Jožef II. Habsburški in njihov samostan predal frančiškanom. Le-ti so se preselili iz samostana na današnjem Vodnikovem trgu.
Ob prihodu frančiškanov se je dotedanja Avguštinska ulica preimenovana v Frančiškansko ulico; slednjo pa so leta 1952 preimenovali v današnjo Nazorjevo ulico.